# Al-Waqia
Al-Waqia “O Evento Inevitável” (do árabe: سورة الواقعة) é a quinquagésima sexta sura do Alcorão e tem 96 ayats. Esta sura foi revelada em Meca.